# 小行星6393
小行星6393（英語：6393）是一颗围绕太阳公转的小行星。1990年4月29日，H. Shiozawa、鬼沢稔在藤枝市发现了此天体。
这颗小行星的绝对星等为64.64377190767524等。